# Горяиново (Владимирская область)
Горяиново — село в Юрьев-Польском районе Владимирской области России, входит в состав Небыловского сельского поселения.

## География
Село расположено в 6 км на север от центра поселения села Небылое и в 22 км на юго-восток от райцентра города Юрьев-Польский.

## История
Церковь в селе в первый раз построена в 1713 году, с одним престолом в честь Святителя и Чудотворца Николая. 1857 год. Горяиха, село помещичье: число дворов – 29; число душ по 8 ревизии: мужского пола – 97, женского пола – 103; число душ по 9 ревизии: мужского пола – 86, женского пола – 83; действительное население: мужского пола – 86, женского пола – 83; кроме земледелия занимаются тканьем миткаля. Церковь деревянная во имя св. Николая Чудотворца, священник и причетник. Господских деревянных домов два: г. Щербаковой и г. Гречановой. В 1863 году 6 марта церковь была продана в село Лыково. Вместо деревянной церкви в селе на средства помещицы Татьяны Александровны Щербаковой и прихожан в 1863 году построена каменная церковь, с одним теплым престолом в честь Святителя и Чудотворца Николая, одновременно с церковью построена каменная колокольня.
В конце XIX — начале XX века село входило в состав Никульской волости Юрьевского уезда.
С 1929 года село входило в состав Никульского сельсовета Юрьев-Польского района, с 1935 года — Небыловского района, с 1965 года — в составе Федоровского сельсовета Юрьев-Польского района.

## Население
| 1859 | 1905 | 2002 | 2010 | 2021 |
| ---- | ---- | ---- | ---- | ---- |
| 227  | ↗285 | ↘81  | ↘73  | ↘63  |